# Hind bint Awf
Hind bint Awf fue la suegra de Mahoma y la abuela de Ibn Abbás. Como madre de varios Compañeros de Mahoma, ella era conocida como "La grandiosa suegra de la Tierra".
Su padre, Awf ibn Zuhayr, pertenecía a la tribu Hilal de La Meca. Los miembros de la tribu Hilal eran ricos, pero no tenían el mismo nivel de influencia espiritual o política que el clan Quraish. La madre de Hind era Aisha bint al-Muhzm de la tribu Jutha'm.

## Matrimonios y descendencia
Hind, se casó cuatro veces y tuvo, al menos, ocho hijos.
Su primer marido fue Al-Ja'zi az-Zubaydi y de esta unión nació un hijo:
1. Mahmiyah ibn Al-Ja'zi. Fue uno de los primeros conversos al islam, que pasó trece años en Abisinia. Mahoma le nombró tesorero de la comunidad musulmana.

De su segundo marido, Al-Harith ibn Hazan, tuvo dos hijas:
1. Lubaba bint Al-Harith "La Vieja".
2. Maymuna bint al-Harith (antes de su matrimonio, llamada Barra bint al-Harith), que se casó con Mahoma.

De su tercer esposo, Juzayma ibn Al-Harith tuvo una hija:
1. Záynab bint Juzayma, esposa de Mahoma.

De su cuarto esposo, Umays ibn Ma'ad, tuvo cuatro hijos:
1. Asma bint Umáis, quien se casó de forma rotatoria con Yáfar ibn Abi Tálib, Rabia ibn Riyab, Abu Bakr as-Siddiq y Ali Ibn Abi Tálib.
2. Salma bint Umáis.
3. Salama bint Umáis.
4. Awn ibn Umáis.